# برج السبيعي
برج السبيعي ناطحة سحاب تقع في مدينة الخبر شرق المملكة العربية السعودية.

## البناء
بدأ بناء مجمع برج السبيعي في العام 2002 واكتمل البناء في عام 2004 وتم تشغيله عام 2005. بلغت التكلفة الإجمالية لبناء المشروع 84 مليون ريال سعودي (22.4 مليون دولار أمريكي). يقع البرج على شارع الملك عبد العزيز في الحي التجاري وسط الخبر. يعتبر البرج رابع أطول ناطحة سحاب في مدينة الخبر، حيث يبلغ طوله حوالي 62 مترًا، ويحتوي على 18 طابقًا. يتم استخدام البرج لاستخدام المكاتب التجارية. المساحة الإجمالية لمسطح بناء البرج تبلغ 39.000 متر مربع.